# Duché de Savoie
Pour les articles homonymes, voir Savoie (homonymie).
1416 – 1713
(297 ans)
Entités précédentes :
- Saint-Empire :
-  Comté de Savoie

Entités suivantes :
- États de Savoie :
-  Royaume de Sardaigne

Le duché de Savoie est un fief du Saint-Empire romain germanique, du XVe au XVIIIe siècle, bénéficiant d'une relative autonomie politique. Il a pour capitale la ville de Chambéry (1416-1563), située sur le versant septentrional des Alpes, puis celle de Turin (1563-1713), en Piémont.
Le duché correspond à l'ensemble des territoires, appelés également les États de Savoie, obtenus par la maison de Savoie, depuis son émergence au cours du XIe siècle. En 1416, le comte Amédée VIII de Savoie obtient de l'empereur l'érection du comté de Savoie en duché. Ses successeurs obtiennent le titre et le royaume de Sicile en 1713, puis celui de royaume de Sardaigne en 1720. En 1860, le duché de Savoie ainsi que le comté de Nice sont annexés à la France après plébiscite sous le Second Empire de Napoléon III, tandis que le reste des territoires est intégré au nouveau royaume d'Italie dont la maison de Savoie prend la couronne.

## Géographie

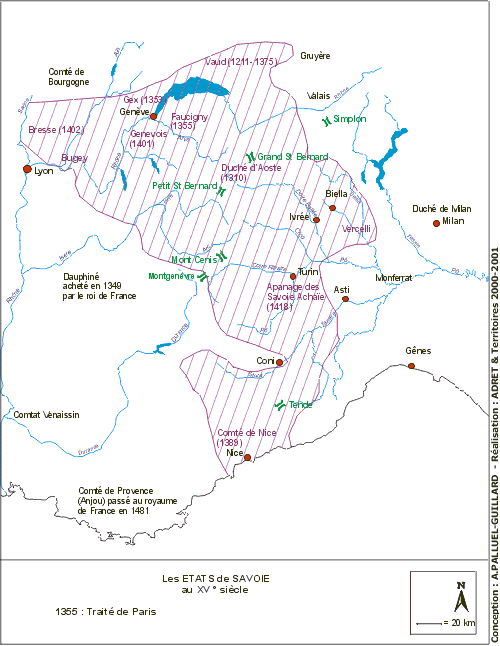
Duché de Savoie au XVe siècle.

Le duché de Savoie, en 1416, s'organise autour de châtellenies, qui se regroupent en bailliages. Il y a ainsi treize bailliages ou équivalents et quelque 175 châtellenies,, dont :
- le bailliage de Savoie (18 châtellenies), comprenant la Savoie Propre, la Maurienne et la Tarentaise, avec pour chef-lieu Chambéry, capitale du duché jusqu'en 1563 ;
- le bailliage de Bugey (3 châtellenies), siège : Rossillon (château) remplace l'ancienne cité stratégique de Saint-Rambert-en-Bugey, puis est remplacée par Belley ;
- le bailliage du Val d’Aoste (5 châtellenies), siège : Aoste (tour du bailliage) ;
- le bailliage du val de Suse avec le Canavais (3 châtellenies) ;
- le bailliage du Chablais (16 châtellenies), siège : château de Chillon ;
- le bailliage du Pays de Vaud (environ 8 châtellenies selon les périodes), siège : Moudon (château). En 1456, il devient un apanage avec 17 ou 18 châtellenies ;
- le bailliage de Faucigny (11 châtellenies), siège : Châtillon (château) ;
- le bailliage de la Bresse (10 châtellenies), siège : Bourg ;
- le bailliage du pays de Gex, siège : Gex ;
- le bailliage du Valbonnais, siège : Montluel (seigneurie de Montluel) ;
- le bailliage de la terre de Provence (comté de Nice et terres nouvelles de Provence), siège : Nice ;
- le bailliage du Piémont, siège : Pignerol ;
- le bailliage du Genevois (comté de Genève), siège : Annecy (château) ;
- le Viennois (9 châtellenies).

Le duché de Savoie au XVIIIe siècle est subdivisé en provinces, mandements et communes :
- la province de Savoie Propre (Chambéry) ;
- la province de Maurienne (Saint-Jean-de-Maurienne) ;
- la province de Tarentaise (Moûtiers) ;
- la province de Genevois (Annecy) ;
- la province de Faucigny (Cluses) ;
- la province du Chablais (Thonon).

## Histoire

Carte des états italiens au XVe siècle. Le duché est représenté en rouge.

Le 19 février 1416, l'empereur Sigismond Ier érige le comté de Savoie en duché de Savoie, lui offrant une autonomie politique sans précédent. L'empereur récompense ainsi les Savoie de leur fidélité. La cérémonie se déroule au château de Chambéry en présence des cours allemandes et savoyardes. La date de l'événement, 19 février, est retenue par les mouvements identitaires comme la fête « nationale » savoyarde,.

Carte des cercles impériaux (début du XVIe siècle). Le duché est représenté en violet.

Le duché, au cours de cette période, occupe une « place particulière » au sein de l'Italie impériale (Reichsitalien),. Bien que considéré comme l'un des fiefs impériaux majeurs du territoire centre-nord de l'Italie, aux côtés de la Toscane, Gênes, Milan ou encore les duchés de la plaine du Pô, en tant que membre du cercle impérial du Rhin-Supérieur (Oberrheinischer Reichskreis), à la suite de la réforme du système impérial à la fin du XVe siècle, il est le seul à posséder un siège et un droit de vote à la diète impériale,. Toutefois, le duc n'en fera jamais usage,,.
À la suite de l'occupation du duché par les Français (1536-1559) mais aussi en raison de sa proximité avec la frontière et son emplacement sur la route de l'Italie, le duc Emmanuel-Philibert de Savoie décide de transférer la capitale du duché de Chambéry à Turin, au lendemain du traité de Cateau-Cambrésis, en 1563,. Turin devient symboliquement la capitale des États de Savoie le 7 février 1563, avec l'entrée du couple ducal.

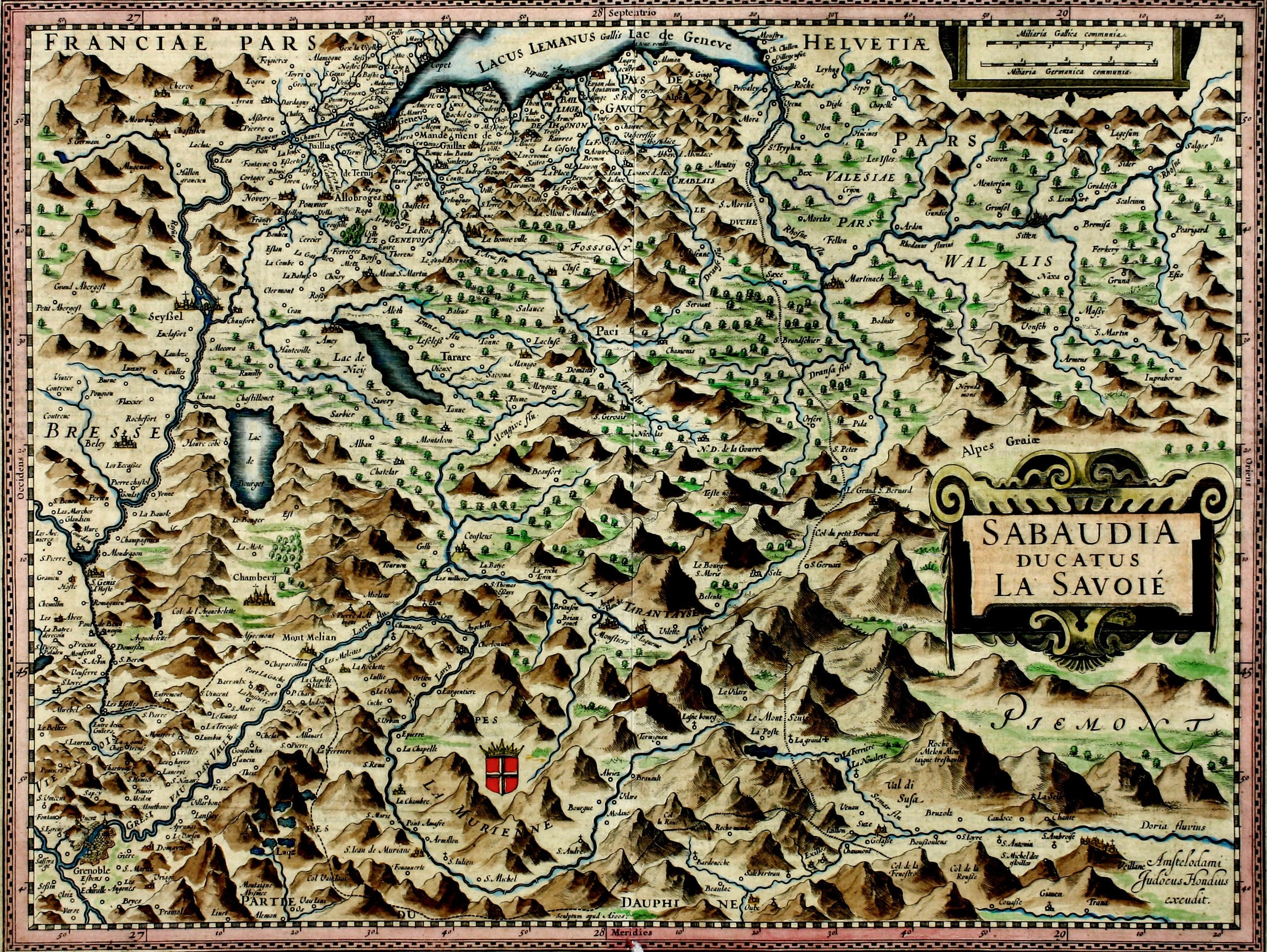
Carte du duché de Savoie en 1631.

Lors de la guerre de Succession d'Espagne, le duc de Savoie Victor-Amédée II soutient le roi d'Espagne Philippe V, puis fait volte-face. Le duché ainsi que le comté de Nice sont occupés par la France en 1703. Les traités d'Utrecht, en 1713, mettent fin à l'occupation. Le duc de Savoie obtient la même année, en échange de son soutien aux autres puissances, le royaume de Sicile. Il échange toutefois avec la maison d'Autriche ce royaume contre celui de Sardaigne par le traité de Londres, sous la pression de la Grande-Bretagne. L'échange est effectif en 1720, à la fin de la guerre de la Quadruple-Alliance.
En 1860, la Révolution italienne (Risorgimento) et les plébiscites pour l'unification en Italie fédèrent les différents États d'Italie et installent le roi de Sardaigne Victor-Emmanuel II de Savoie sur le trône d'une monarchie constitutionnelle avec l'appui de l'empereur des Français Napoléon III.
Le 22 avril de la même année, lors de la ratification du traité de Turin, à la suite d'un plébiscite censitaire (130 533 « Oui » / « Oui et zone » contre 235 « Non »), les territoires de Savoie ainsi que le comté de Nice, relevant du duché, sont cédés conditionnellement à la France, formant les nouveaux départements de la Savoie, de la Haute-Savoie et celui des Alpes-Maritimes.

## Organisation du duché

### Administration territoriale
Le duché de Savoie hérite de la gestion territoriale de l'ancien comté.
La chancellerie de Savoie remonte à 1129. Réinstitué en 1330, cet office dirige l'administration, le chancelier est le principal personnage du conseil après le duc. Lorsqu'en 1563 le siège de la Chancellerie est transféré avec la haute administration savoyarde à Turin, la ville de Chambéry conserve toutefois une petite chancellerie.
Les châtellenies sont gérées par des châtelains, aux mains de plusieurs familles nobles de la région. Le châtelain est un « [officier], nommé pour une durée définie, révocable et amovible »,. Il est chargé de la gestion de la châtellenie, ou mandement, il perçoit les revenus fiscaux du domaine, et il s'occupe de l'entretien du château.
Les bailliages sont entre les mains d'un bailli, mis en place depuis 1263 pour la plupart des possessions, avec une exception pour la Provence où l'on a affaire à un sénéchal et le Piémont aux mains d'un capitaine général. Le bailli possède le contrôle direct de la châtellenie où il réside, chef-lieu du bailliage, surveille également les châtelains qui lui sont rattachés. La justice est rendue par un juge, elle a lieu quatre fois par an pour chacune des châtellenies.

### Langue administrative
« Aux XIVe et XVe siècles, tous les actes officiels de l'administration comtale, puis ducale, comme les donations, les hommages ou les accords, étaient rédigés en latin par des notaires publics qui les consignaient dans leurs protocoles. La Savoie présente une situation linguistique curieuse. Elle s'étendait au nord en pays franco-provençal et au sud en pays de langue piémontaise. Ses comtes étaient francophones et ils utilisaient le français dans leur correspondance privée ; mais le latin était la seule langue d’expression du pouvoir. Le vernaculaire des sujets semble n’avoir jamais percé dans les écritures administratives de cette principauté ». André Perret souligne également que « La langue écrite est d'abord le latin, puis le français va concurrencer le latin ». On retrouve cependant, selon André Perret, « des mots de patois, habillés de désinences latines, […] dans les textes latins et les écrits français », notamment concernant les « termes propres à l'habitat et l'outillage montagnards, à la vie des alpages ». L'historien Jean-Louis Gaulin souligne également que « l’usage écrit du vernaculaire n’était pas totalement étranger à l’administration centrale des anciens États de Savoie ». Au cours du XIVe siècle, il semble coexister « des documents en scripta dialectale nettement franco-provençale et d’autres en scripta francisée. »,
Le français devient la langue de l'État civil du duché au XVe siècle et elle est rendue officielle par l'ordonnance de Villers-Cotterêts de 1539, puisque le duché à cette période est occupé par les troupes françaises,. Mais cette application semble avoir été très aléatoire.
L'usage du français remonte au comté de Savoie où des documents sont rédigés dès le XIIIe siècle du seul versant français. Le français est la langue véhiculaire dès le XIVe siècle et elle devient la langue administrative sous le règne du duc Emmanuel-Philibert à la suite d'un édit du 11 ou 15 février 1560, la substituant au latin dans les actes des tribunaux. Cette décision s'applique au Bugey et au Val d'Aoste à la suite de l'édit de Rivoli (22 février 1561), qui modifie par ailleurs les prescriptions précédentes et précisant les règles d'application,. À la même époque, le duc de Savoie décrète l'italien, dérivé du toscan, comme la langue administrative dans ses terres du versant italien et dans le comté de Nice.
Le français est de fait la langue administrative, mais aussi de la Cour, ainsi que des couches supérieures de la population (aristocratie et une partie de la bourgeoisie). Les actes tant publics que notariaux, mais aussi les sermons utilisent aussi le français.
La population, quant à elle, utilise un patois — Gianni Mombello (1933-2005), professeur d'histoire de la langue française à l'Université de Turin, dans un article parlait de « langue locale » —, dialecte local dérivé du roman, le francoprovençal, avec des nuances locales selon l'appartenance à telles ou telles vallées, voire villages.

### Fonds d'archives
- « Archives de l'ancien duché de Savoie restituées par l'Italie», Série SA, sur le site des Archives départementales de la Savoie